# Mixolineus levitrontosus
Mixolineus levitrontosus är en djurart som tillhör fylumet slemmaskar, och som beskrevs av Senz 1992. Mixolineus levitrontosus ingår i släktet Mixolineus och familjen Mixolineidae. Inga underarter finns listade i Catalogue of Life.